# Anne Flett-Giordano
Anne Flett-Giordano é uma produtora de televisão e roteirista estadunidense.
Em Hot in Cleveland, a doença fictícia  "Síndrome de Flett-Giordano" foi nomeada em sua homenagem.